# Граф Пембрук

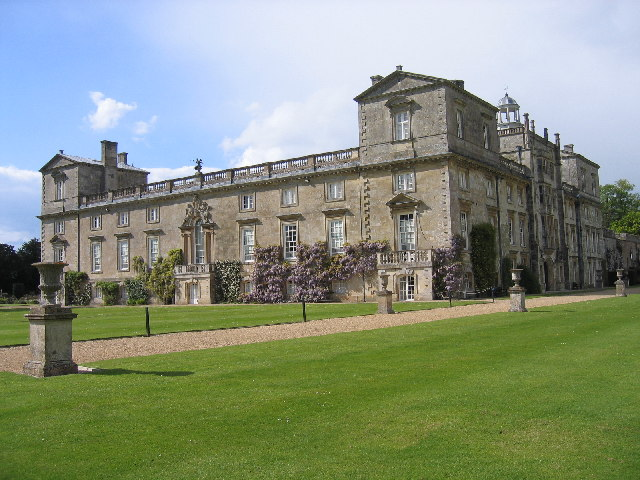
Вілтон-Хаус — родова резиденція сучасних графів Пембрук

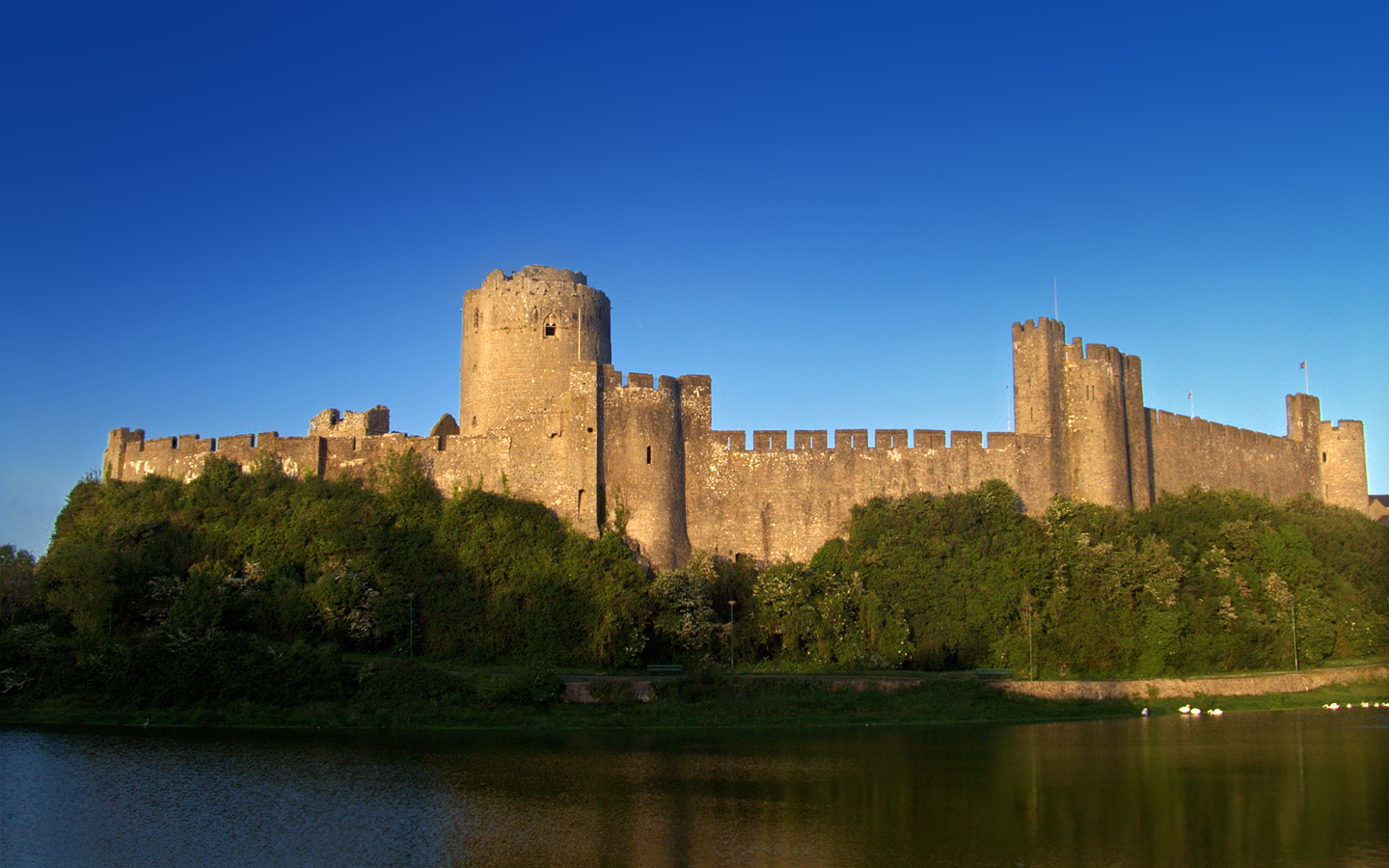
Замок Пембрук — резиденція ранніх графів Пембрук

Граф Пембрук (англ. Earl of Pembroke) — старовинний англійський графський титул, що існує донині. Вперше титул було започатковано 1138 року королем Стефаном Блуаським для представника молодшої лінії дому де Клер Гілберта Фіц-Гілберта. Володіння титулом у Середньовіччі було пов’язано з володінням замком Пембрук та значною частиною території Пембрукширу у південно-західному Уельсі. Серед графів Пембрук виділяються такі крупні діячі англійської історії, як Річард Стронгбоу, завойовник Ірландії, Вільям Маршал, найбільший державний діяч і регент Англії початку XIII століття, Вільям і Аймер де Валанси, вожді баронських війн XIII — початку XIV століть, Джаспер Тюдор, лідер Ланкастерів наприкінці війни Червоної та Білої троянди й дядько короля Генріха VII, а також Філіп Герберт, фаворит Якова I й активний учасник Англійської революції XVII століття. Титул маркізи Пембрук носила Анна Болейн, друга дружина короля Генріха VIII й мати Єлизавети I.
З 1551 року донині титул графів Пембрук належить дворянському роду Гербертів. Чинний власник титулу — сер Вільям Олександр Сідней Герберт, 18-й граф Пембрук (нар. 1978). Йому також належать титули графа Монтгомері (креація 1605 року, перство Англії), барона Герберта з Кардіффа (1551, перство Англії), барона Герберта з Шерланда (1605, перство Англії) й барона Герберта з Лі (1861, перство Сполученого королівства). Резиденцією графів Пембрук упродовж останніх чотирьохсот років є палац Вілтон-Хаус у Вілтширі.

## Історія титулу

### Графи Пембрук у Середньовіччі
Вперше титул графа Пембрук було започатковано 1138 року в рамках кампанії Стефана Блуаського із залучення на свій бік крупної англійської аристократії для боротьби проти імператриці Матильди. Його було подаровано Гілберту де Клеру (пом. 1148), засновнику молодшої лінії дому де Клер і сеньйору Нетервента (долина Уска в сучасному Монмутширі). Окрім титулу Гілберт де Клер отримав замок Пембрук й землі у Пембрукширі, колишні володіння Арнульфа Монтгомері. Син Гілберта де Клера Річард, на прізвисько «Стронгбоу» (пом. 1176), був одним з найбільших баронів Валлійської марки, однак новий король Англії Генріх II відмовився визнати за ним титул графа Пембрук, ймовірно через його участь у громадянській війні 1135—1154 років на боці Стефана Блуаського. У 1169 році Річард Стронгбоу на запрошення скинутого короля Лейнстеру Дермота Мак-Мюрро вирушив на завоювання Ірландії, захопив Вексфорд, Вотерфорд і Дублін та в результаті одруження з дочкою Дермота отримав право на корону королівства Лейнстер. Попри те, що під тиском Генріха II у 1172 році Річард був змушений поступитись своїми завоюваннями королю, він зберіг великі володіння та значний вплив в Ірландії. Спадкоємиця Річарда Стронгбоу Ізабелла де Клер вийшла заміж за Вільяма Маршала (пом. 1219), за яким 1189 року було визнано право на титул графа Пембрук.

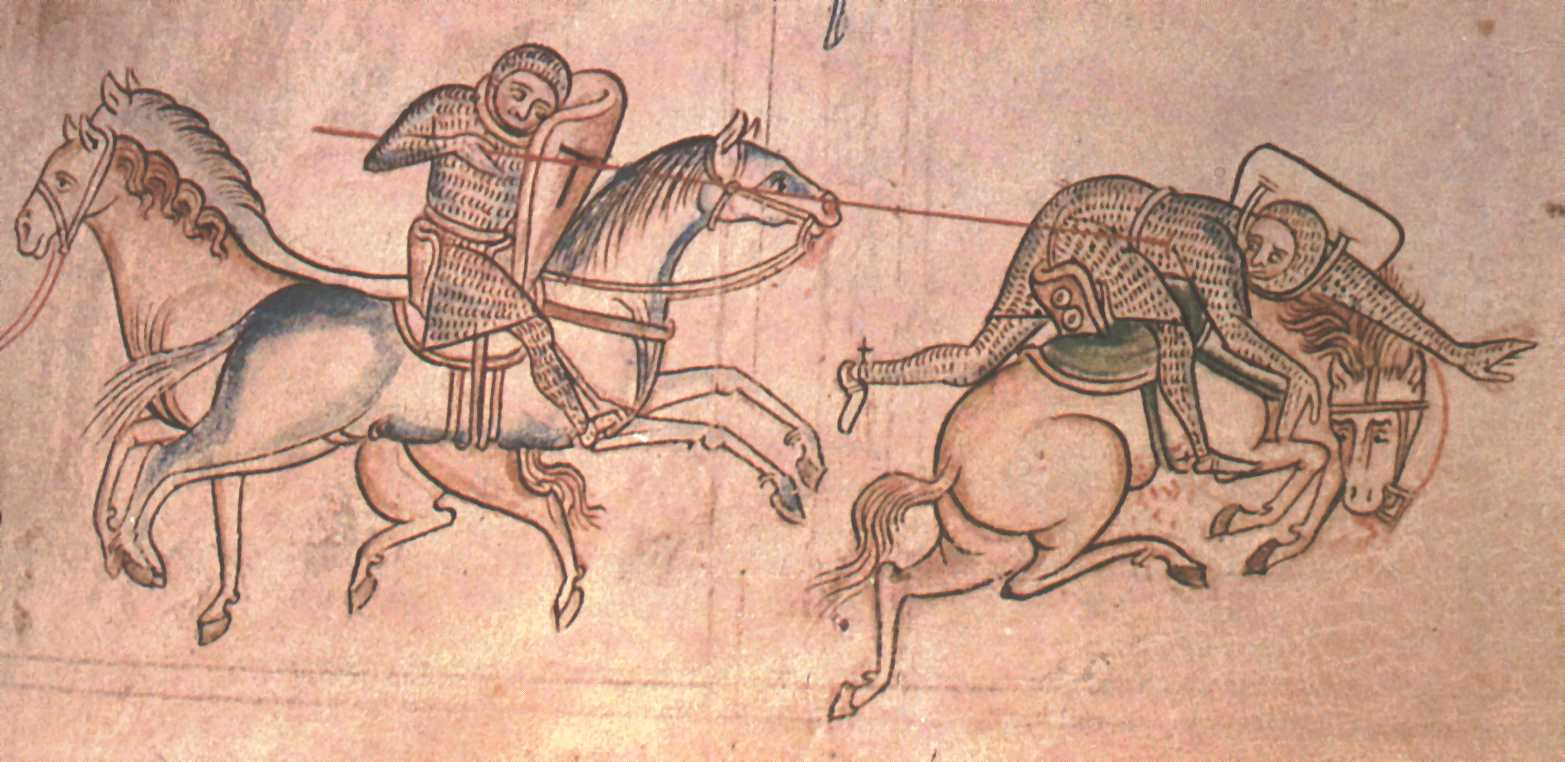
Вільям Маршал на турнірі. Ілюстрація з Історії Матвія Паризького

Вільям Маршал, на думку сучасників, був найвеличнішим лицарем християнського світу. Він керував королівською армією у період повстань баронів початку XIII століття, був одним з гарантів Великої хартії вольностей 1215 року, а після смерті Іоанна Безземельного здійснював функції регента Англії. Його синни вели активну завойовницьку політику в Уельсі та Ірландії, а Річард Маршал (пом. 1234), 3-й граф Пембрук, був одним з лідерів баронської опозиції проти політики Генріха III у 1232—1234 роках. Після смерті у 1245 році останнього представника дому Маршалів чоловічої статі їхні володіння було розділено між спадкоємцями дочок Вільяма Маршала, а титул графа Пембрука повернувся у розпорядження корони.
Третя креація титулу відбулась 1247 року для Вільяма де Валанса (пом. 1296) з дому Лузіньянів, брата короля Генріха III, який одружився з онукою Вільяма Маршала. У період Другої баронської війни в Англії Валанс був одним з керівників партії короля і бився проти військ Симона де Монфора. Син Вільяма де Валанса Аймер (пом. 1324) виконував функції правителя Шотландії у 1306 році, а згодом брав участь у русі англійських баронів проти Пірса Гавестона. Врешті-решт Аймер де Валанс примирився з Едуардом II, бився разом із ним у битві під Беннокберном 1314 року й керував придушенням виступу Томаса Ланкастера.
Після смерті Аймера де Валенса у 1324 році титул графа Пембрука тимчасово припинив існування, поки 1339 року його не було знову започатковано, цього разу для правнука Вільяма де Валанса Лоренса Гастінгса (пом. 1348). В домі Гастінгсів титул зберігався до 1389 року. У 1414 році графом Пембрук і герцогом Глостер став Гемфрі Плантагенет (пом. 1447), четвертий син англійського короля Генріха IV, по смерті якого титул перейшов до Вільяма де ла Поля (пом. 1450), герцога Саффолк, фаворита королеви Маргарити Анжуйської, страченого напередодні війни Червоної та Білої троянди.
У 1453 році титулом графа Пембрук було наділено Джаспера Тюдора (пом. 1495),  брата короля Генріха VI й одного з лідерів партії Ланкастерів. Під час правління Йорків володіння й титули Джаспера Тюдора були конфісковані, а графом Пембрук став Вільям Герберт (пом. 1469), активний учасник війни Червоної та Білої троянди на боці йоркістів. Син Вільяма Герберта у 1479 році поступився своїм титулом графа Пембрука королю Едуарду IV в обмін на титул і володіння графів Гантінгдона, який у свою чергу присвоїв своєму сину і спадкоємцю Едуарду, принцу Уельському (пом. 1483). У 1485 році, однак, після битви під Босвортом на англійський престол вступив племінник Джаспера Тюдора Генріх VII, в результаті чого титул графа Пембрука було повернено Джасперу. Останній займав посади в адміністрації Генріха VII й у 1485 році йому було надано титул герцога Бедфорда. Після смерті Джаспера у 1495 році без спадкоємців його титули повернулись у розпорядження корони.
У 1533 році король Генріх VIII започаткував титул маркізи Пембрук, який він незадовго до весілля надав своїй другій дружині Анні Болейн. Анна стала матір’ю королеви Єлизавети I, але 1536 року була обезголовлена за наказом свого чоловіка.

### Графи Пембрук нового й новітнього часу
Остання креація титулу графа Пембрук відбулась 1551 року. Цим титулом було нагороджено Вільяма Герберта (пом. 1570), сина Річарда, незаконнонародженого сина Вільяма Герберта, йоркістського графа Пембрук, який був одружений з Анною Парр, сестрою шостої дружини Генріха VIII. Вільям Герберт був одним з душоприказників короля Генріха VIII та зберіг значний вплив за часів правління Едуарда VI. Його вважають одним з ініціаторів спроби передачі престолу леді Джейн Грей, однак усвідомивши безперспективність цього задуму, граф Пембрук перейшов на бік королеви Марії, що дозволило йому зберегти свої володіння й титули після страти Джейн Грей. У подальшому Вільям Герберт здійснював функції губернатора Кале і президента Ради Уельсу й Марок та отримав в результаті секуляризації монастирів маєток Вілтон у Вілтширі, що лишається головною резиденцією графів Пембрук донині. Дружина його сина Генрі Герберта (пом. 1601) — Мері Сідні (пом. 1621), знаменита графиня Пембрук, покровителька поетів пізньоєлизаветинської Англії, одна з перших англійських поетес і перекладачок. 

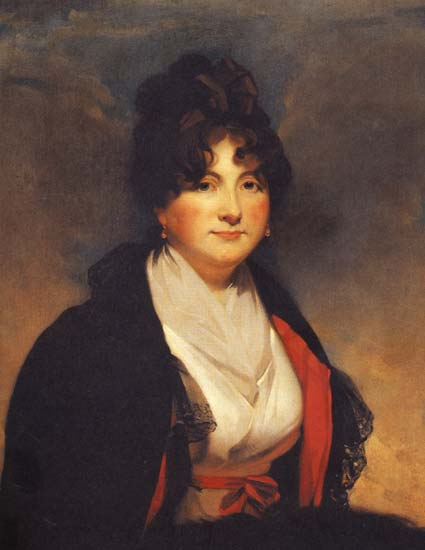
Катерина Воронцова — російська графиня Пембрук

Вільям Герберт (пом. 1630), 3-й граф Пембрук, був лордом-камергером і лордом-стюардом двору короля Якова I, а його брат Філіп (пом. 1650), 4-й граф Пембрук і 1-й граф Монтгомері, свого часу був фаворитом Якова I, а під час англійської революції XVII століття виступав на боці парламенту. Братам Герберт було присвячено «Перше фоліо» робіт Вільяма Шекспіра. Серед їхніх нащадків, які також мали титул графів Пембрук, — Томас Герберт (пом. 1733), 8-й граф Пембрук, лорд-адмірал Англії та її представник на Рісвікському конгресі, та Генрі Герберт (пом. 1750), 9-й граф Пембрук, архітектор Вестмінстерського мосту в Лондоні.
Георг Август Герберт, 11-й граф Пембрук і 8-й граф Монтгомері (1759—1827), у 1808 році одружився другим шлюбом з фрейліною російської імператриці Марії Федорівни, графинею Катериною Семенівною Воронцовою (1783—1856), дочкою російського посла в Англії (з 1784 до 1806 року), графа Семена Воронцова (1744—1832). В цьому шлюбі народились: син — Сідней Пембрук, 1-й барон Герберт Лі (1810—1861), а також п’ятеро дочок. 
Чинний граф Пембрук — сер Вільям Олександр Сідней Герберт (нар. 1978), є 18-м графом Пембрук і 15-м графом Монтгомері. Оскільки він поки не має нащадків, спадкоємцем обох графських титулів вважається його далекий родич Георг Реджинальд Олівер Моліне Герберт, 8-й граф Карнарвон, нащадок молодшого сина восьмого графа Пембрук.

## Список графів та маркізів Пембрук

Герб дому Маршал

Герб дому де Валанс

Герб дому Гастінгс

Герб Гемфрі Ланкастера, графа Пембрук

Герб Джаспера Тюдора, графа Пембрук

### Граф Пембрук, перша креація (1138)
- Гілберт де Клер, 1-й граф Пембрук (1100—1147);
- Річард Стронгбоу де Клер, 2-й граф Пембрук (1130—1176), лорд Лейнстера, син попереднього;
- Гілберт де Клер, 3-й граф Пембрук (1173—1185), син попереднього, у володіння землями й титулами не вступив, померши в дитинстві.

### Граф Пембрук, друга креація (1189)
- Вільям Маршал, 1-й граф Пембрук (1146—1219), чоловік Ізабелли де Клер, дочки Річарда Стронгбоу;
- Вільям Маршал, 2-й граф Пембрук (1190—1231), лорд-маршал Англії, син попереднього;
- Річард Маршал, 3-й граф Пембрук (1191—1234), лорд-маршал Англії, брат попереднього;
- Гілберт Маршал, 4-й граф Пембрук (пом. 1241), лорд-маршал Англії, брат попереднього;
- Вальтер Маршал, 5-й граф Пембрук (1191—1245), лорд-маршал Англії, брат попереднього;
- Ансельм Маршал, 6-й граф Пембрук (пом. 1245), лорд-маршал Англії, брат попереднього.

### Граф Пембрук, третя креація (1247)
- Вільям де Валанс, 1-й граф Пембрук (бл. 1225—1296), син Гуго X де Лузіньяна, одноутробний брат короля Генріха III, чоловік онуки Вільяма Маршала, 1-го графа Пембрук;
- Аймер де Валанс, 2-й граф Пембрук (1270—1324), син попереднього.

### Граф Пембрук, четверта креація (1339)
- Лоренс Гастінгс, 1-й граф Пембрук (1318—1348), правнук Вільяма де Валанса;
- Джон Гастінгс, 2-й граф Пембрук (1347—1375), син попереднього;
- Джон Гастінгс, 3-й граф Пембрук (1375—1389), син попереднього.

### Граф Пембрук, п’ята креація (1414)
- Гемфрі Плантагенет (1390—1447), герцог Глостер (з 1414), син Генріха IV, короля Англії.

### Граф Пембрук, шоста креація (1447)
- Вільям де ла Поль (1396—1450), герцог Саффолк (з 1448).

### Граф Пембрук, сьома креація (1452)
- Джаспер Тюдор (бл. 1431—1495), герцог Бедфорд (з 1485), титул графа Пембрук конфісковано 1461 року, відновлено 1485 року.

### Граф Пембрук, восьма креація (1468)
- Вільям Герберт, 1-й граф Пембрук (1423—1469);
- Вільям Герберт, 2-й граф Пембрук (пом. 1491), від титулу відмовився 1479 року.

### Граф Пембрук, дев’ята креація (1479)
- Едуард Плантагенет (1470—1483), принц Уельський (з 1470), король Англії під ім’ям Едуарда V у 1483 році.

### Маркіза Пембрук (1533)
- Анна Болейн (1507—1536), друга дружина короля Генріха VIII.

### Граф Пембрук, десята креація (1551)
- Вільям Герберт, 1-й граф Пембрук (1506—1570), син Річарда Герберта, незаконнонародженого сина Вільяма Герберта, 1-го графа Пембрук;
- Генрі Герберт, 2-й граф Пембрук (1534—1601), син попереднього;
- Вільям Герберт, 3-й граф Пембрук (1580—1630), син попереднього;
- Філіп Герберт, 4-й граф Пембрук (1584—1649), 1-й граф Монтгомері (з 1605), брат попереднього;
- Філіп Герберт, 5-й граф Пембрук і 2-й граф Монтгомері (1621—1669), син попереднього;
- Вільям Герберт, 6-й граф Пембрук і 3-й граф Монтгомері (1642—1674), син попереднього;
- Філіп Герберт, 7-й граф Пембрук і 4-й граф Монтгомері (бл. 1652—1683), брат попереднього;
- Томас Герберт, 8-й граф Пембрук і 5-й граф Монтгомері (1656—1732), брат попереднього;
- Генрі Герберт, 9-й граф Пембрук і 6-й граф Монтгомері (1693—1750), син попереднього;
- Генрі Герберт, 10-й граф Пембрук і 7-й граф Монтгомері (1734—1794), син попереднього;
- Георг Август Герберт, 11-й граф Пембрук і 8-й граф Монтгомері (1759—1827), син попереднього;
- Роберт Генрі Герберт, 12-й граф Пембрук і 9-й граф Монтгомері (1791—1862), син попереднього;
- Георг Герберт, 13-й граф Пембрук і 10-й граф Монтгомері (1850—1895), правнук Генрі Герберта, 10-го графа Пембрук, син Сіднея, 1-го барона Лі (1810—1861)
- Сідней Герберт, 14-й граф Пембрук й 11-й граф Монтгомері (1853—1913), брат попереднього;
- Реджинальд Герберт, 15-й граф Пембрук і 12-й граф Монтгомері (1880—1960), син попереднього;
- Сідней Герберт, 16-й граф Пембрук і 13-й граф Монтгомері (1906—1969), син попереднього;
- Генрі Герберт, 17-й граф Пембрук і 14-й граф Монтгомері (1939—2003), син попереднього;
- Вільям Олександр Сідней Герберт, 18-й граф Пембрук і 15-й граф Монтгомері (нар. 1978);
  - Спадкоємець титулів: Георг Реджинальд Олівер Моліне Герберт, 8-й граф Карнарвон (нар. 1958), нащадок молодшого сина Томаса Герберта, 8-го графа Пембрук.